# Mycobactéries atypiques
Les mycobactéries atypiques sont des mycobactéries qui ne causent ni tuberculose ni lèpre.  Ces mycobactéries provoquent des maladies pulmonaires qui ressemblent à la tuberculose. Ces maladies sont appelés mycobactérioses terme généralement destiné à exclure la tuberculose.  Ils se produisent chez de nombreux animaux, y compris les humains.
Elles sont souvent présentes dans le sol et l'eau et sont moins virulentes chez l'homme que Mycobacterium tuberculosis se comportant comme des pathogènes opportunistes.
La plupart des expositions et des infections par ces micro-organismes n'entraînent pas de maladie, dont l'apparition nécessite habituellement une déficience immunitaire locale ou systémique, les personnes âgées fragiles et les sujets immunodéprimés sont les sujets pour lesquels le risque est le plus élevé. Mycobacterium avium complex (MAC) (qui regroupe Mycobacterium avium et Mycobacterium intracellulaire), et les espèces apparentées à M. avium et à M. intracellulare sont responsables de la plupart des maladies. La transmission interhumaine n'a pas été rapportée.
C'est généralement la classification de Runyon (en) qui permet de présenter les mycobactéries atypiques.
Seules les espèces les plus fréquentes sont citées.

## Groupe 1. Photochromogènes
c-à-d colonies blanchâtres dans les cultures faites dans l'obscurité mais devenant pigmentées (jaunes ou rouges) lorsqu'on les expose quelques heures à la lumière.
- Mycobacterium kansasii trouvé surtout dans le pus de lymphadénites, assez rarement dans des syndromes pulmonaires pseudotuberculeux.
- Mycobacterium marinum responsable de granulomes cutanés chroniques mais bénins. L'homme se contamine par de petites plaies en nettoyant des aquariums. La culture de cette mycobactérie doit se faire entre 25 et 33 °C.

## Groupe 2. Scotochromogènes
dont les colonies sont pigmentées d'office, sans influence de la lumière.
- Mycobacterium scrofulaceum = Mycobacterium marianum rencontré surtout dans les adénites cervicales chez les enfants.
- Mycobacterium aquae est un saprophyte (tartre des robinets).
- Mycobacterium xenopi est un saprophyte assez répandu. Il donne des colonies jaunes, lisses.

## Groupe 3. Non chromogènes
Ce sont celles qui ressemblent le plus au Mycobacterium tuberculosis.
- Mycobacterium avium est l'agent de la tuberculose aviaire. Il pousse mieux à 42 °C.
- Mycobacterium intracellulare ou bacille de Battey a été isolé de syndromes pulmonaires pseudo-tuberculeux en Géorgie, (États-Unis) au sanatorium de Battey.

Ces deux espèces peuvent assez rarement causer des tuberculoses pulmonaires graves. Leur fréquence serait en augmentation du fait de la récession de la tuberculose, d'où augmentation des personnes très sensibles et pouvant être contaminées par ces germes peu virulents. L'augmentation des fumées et poussières peut contribuer (fréquence plus grande des mycobactéries atypiques chez les mineurs).
- Mycobacterium ulcerans trouvé dans des ulcères cutanés chroniques. Culture entre 25 et 30 °C.

## Groupe 4. Mycobactéries à croissance rapide
c-à-d moins d'une semaine tout au moins lors des repiquages ; la première culture pouvant prendre 2 à 3 semaines.
- Mycobacterium smegmatis est un commensal inoffensif pouvant causer des erreurs de diagnostic dans la tuberculose génito-urinaire.
- Mycobacterium fortuitum.
- Mycobacterium abscessus. Les deux espèces se rencontrent parfois dans le pus d'abcès chroniques ou subaigus après des injections.

En général, les mycobactéries atypiques sont beaucoup moins sensibles aux antibiotiques que Mycobacterium tuberculosis. Un antibiogramme est toujours nécessaire ; il doit comprendre, outre les tuberculostatiques habituels (surtout la rifampicine), les macrolides qui sont actifs sur certaines souches.